# Gesundheitszentrum am UKB

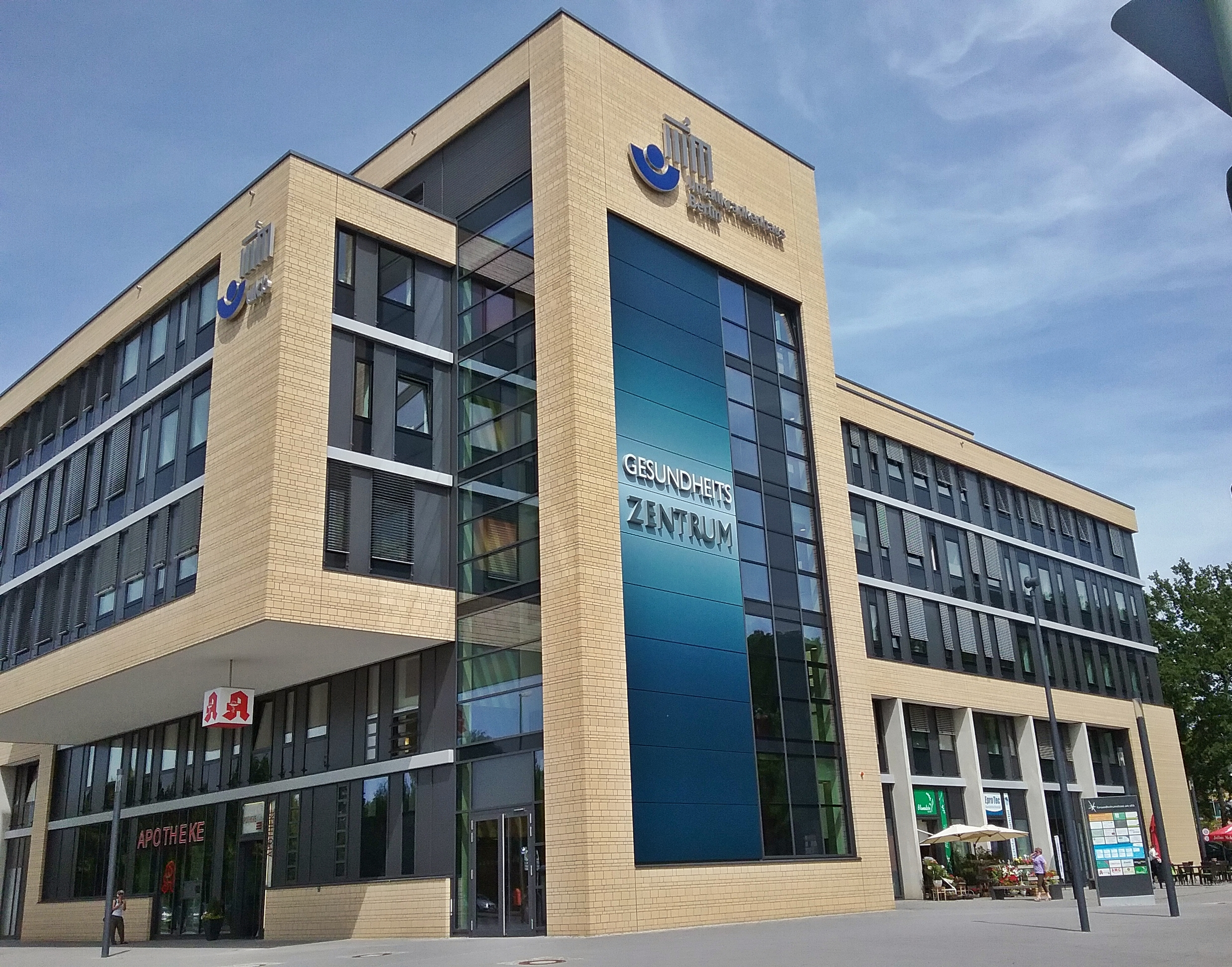
Gesundheitszentrum am UKB

Das Gesundheitszentrum am UKB ist ein Fachärztezentrum im Berliner Ortsteil Biesdorf des Bezirks Marzahn-Hellersdorf.

## Geschichte
Am 7. September 2012 begannen die Bauarbeiten mit einem Spatenstich an der Ecke Blumberger Damm Warener Straße, neben dem Unfallkrankenhaus und der Eigentumswohnanlage Blumberger Park. Auf dem 10.000 m² großen Gelände entstand ein Gebäude mit fünf Etagen. Im Erdgeschoss entstand eine kleine Ladenzeile mit einem Hörgeräteakustiker, einem Sanitätshaus und einem Café. Rund 30 Millionen Euro kostete der Bau. Es wurden 40 Räume für Arztpraxen und eine Apotheke gebaut. Auch das Unfallkrankenhaus wird einen Teil der Fläche für die Bereiche HNO und Mund-, Kiefer- und Gesichtschirurgie nutzen.
Am 22. August 2013 wurde das Richtfest gefeiert. Außerdem entstand neben dem Gesundheitszentrum ein Parkhaus mit 243 Plätzen. Eigentlich sollte der Neubau Ende 2013 fertiggestellt werden, dann wurde die Eröffnung beim Richtfest auf Juli 2014 verschoben. Seit Anfang Oktober 2014 ist das neue Gesundheitszentrum im Betrieb. Die offizielle Eröffnung war am 10. Oktober des gleichen Jahres mit dem Gesundheitssenator Mario Czaja, mit Bürgermeister Stefan Komoß und mit Wirtschaftsstadtrat Christian Gräff.